# Arabians Lost: The Engagement on Desert
Arabians Lost: The Engagement on Desert (яп. アラビアンズ・ロスト ～The engagement on desert～ арабиандзу росуто) — японская романтическая отомэ-игра, разработанная компанией QuinRose. Она выходила только в Японии на трёх платформах: версия для PC была выпущена 8 августа 2006 года, затем Prototype портировала игру PlayStation 2 и, наконец, в 2009 году появилась версия для Nintendo DS от той же Prototype.

## Сюжет
Действие происходит в пустынном государстве Гилькатар (яп. ギルカタール гируката:ру). Главная героиня, игровой персонаж Айлин Олазабаль (яп. アイリーン オラサバル айри:н орасабару) — единственная дочь короля, мечтающая забыть о своем статусе принцессы и жить как обычная девушка. В преддверии её дня рождения, король и королева решают выдать дочь замуж. Эйлин отказывается, так как мечтает выйти замуж по-любви, как делают обычные люди. Король ставит условие: если принцесса сможет заработать 10 млн гил за двадцать пять дней, она сможет сама решать свою судьбу, в противном случае придется подчиниться решению родителей.